# Elaphoglossum brevifolium
Elaphoglossum brevifolium är en träjonväxtart som beskrevs av Holtt. Elaphoglossum brevifolium ingår i släktet Elaphoglossum och familjen Dryopteridaceae. Inga underarter finns listade.